# Insektstoxin

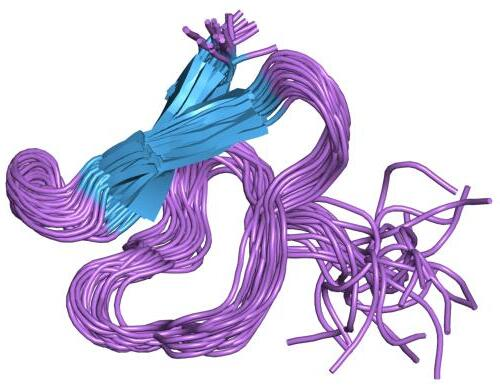
Strukturen hos AD01, ett toxin som extraherats från rovskinnsbaggen Agriosphodrus dohrnis saliv

Insektstoxin är ett samlingsbegrepp för giftiga ämnen som insektsarter producerar. Rovskinnbaggar har en giftig saliv som innehåller en komplex blandning av små och stora peptidkedjor som immobiliserar och bryter ner deras offer, samt utgör försvar mot motståndare och rovdjur.